# Андреев, Александр Георгиевич (эсер)
Алекса́ндр Гео́ргиевич Андре́ев (19 октября 1882 — после 1938) — правый эсер, член боевого отряда при ЦК партии, участник покушений и экспроприаций. Около 10 лет провёл в царских тюрьмах, затем репрессирован советской властью. Под своим полным именем выведен в нескольких «колымских рассказах» Варлама Шаламова, который познакомился с ним в 1937 году в следственной тюрьме. В его честь фамилию Андреев получил один из сквозных героев цикла — alter ego писателя.

## Биография
— Вы – эсер? 
— Да, эсер, и притом правый. Правый, правый. Настоящий.
...Я начал гимназистом, в Одессе. Первое задание — бросил бомбу в театре. Это была вонючая бомба, безопасная. Экзамен, так сказать, сдавал. А потом пошло всерьез, больше. Я не пошел в пропаганду. Все эти кружки, беседы — очень трудно увидеть, ощутить конечный результат. Я пошел в террор. По крайней мере, раз – и квас!
Родился 19 октября 1882 года в селе Виры Харьковской губернии Российской империи. Сын ремесленника. Русский.
Учился в Императорском Новороссийском университете в Одессе, состоял в Одесской студенческой организации партии эсеров.
Активный участник Революции 1905—1907 годов: состоял в Южном областном комитете партии (Черниговском и Одесском и Севастопольских комитетах партии), руководил Севастопольской боевой дружиной эсеров. Вероятно, принимал участие в Севастопольском восстании 1905 года. В 1906 году в Одессе руководил захватом частных типографий для печатания прокламаций совета рабочих депутатов. Участвовал в организации покушений на генерала Думбадзе, жандармского полковника Рогвальда, начальника охраны Михайлова и в операции по захвату оружия с миноносца. Дважды арестовывался: на 4 месяца в Одессе, и несколько месяцев провёл в тюрьме в Севастополе.
В 1907 году покинул страну. В 1908 году как член боевого отряда при ЦК партии направлен в Ташкент для проведения экспроприации. Арестован в Самаре, содержался в Ташкенте, в 1910 году переведён в Одессу, где за участие в событиях 1906 года был военным окружным судом осуждён по ст. 132 Уголовного уложения (составление и распространение вредных сочинений) и приговорён к году заключения в крепости.
В 1913 году за участие в попытке экспроприации Чимкентского казначейства осуждён Туркестанским военным окружным судом в Ташкенте по ст. 102 Уголовного уложения (участие в сообществе, созданном с целью насильственного посягательства на изменение образа правления) и приговорён к 6 годам каторги. Отбывал наказание в Псковской тюрьме и Владимирском централе, в 1917 году вышел на свободу. О деятельности Андреева в период революции и Гражданской войны сведений нет.
В 1924 году арестован ОГПУ, по обвинению в эсеровской деятельности осуждён на три года ссылки, которую отбывал в Усть-Сысольске и Нарыме. После ссылки жил в Чимкенте. С 1934 года жил в Мытищах, где работал в одной из артелей Общества бывших политкаторжан и ссыльнопоселенцев.
В 1937 году «за участие в контрреволюционной эсеровской организации» Особым совещанием при НКВД по ст. 58-10, 11 УК РСФСР приговорён к 5 годам тюрьмы (реабилитирован в 1956 году).
Сведений о судьбе после 1938 года нет.

## В творчестве Варлама Шаламова
В моей жизни я получил две похвалы, которые я считаю самыми лучшими, самыми лестными. Одну – от Генерального секретаря Общества политкаторжан, бывшего эсера Александра Георгиевича Андреева, с которым я несколько месяцев вместе был в следственной камере Бутырской тюрьмы в 1937 году. Андреев уходил раньше меня, мы поцеловались, и Андреев сказал: «Ну – Варлам Тихонович, что сказать вам на прощанье, только одно – вы можете сидеть в тюрьме».
Варлам Шаламов в 1937 году несколько месяцев вместе с А. Г. Андреевым сидел в следственной камере Бутырской тюрьмы. Встреча с Андреевым описана в рассказе «Лучшая похвала», где писатель ошибочно называет его последним председателем (генеральным секретарём) Общества политкаторжан.
Именно в честь А. Г. Андреева автобиографичный шаламовский главный герой «Колымских рассказов» назван Андреевым. В ряде рассказов упомянут под своим полным именем, так в рассказе «Лучшая похвала» А. Г. Андреев рассказывает о себе и о Марии Добролюбовой.
И. П. Сиротинская — архивистка, литературовед, близкий друг и исследователь творчества Варлама Шаламова, так характеризовала отношение писателя к Андрееву:

Немного я могу перечислить имён, которые Варлам Шаламов всегда, всегда упоминал с глубоким уважением. Александр Георгиевич Андреев — первое из этих имен, политкаторжанин, эсер, с которым он встретился в 1937 году в Бутырской тюрьме. И героя «Колымских рассказов» в его честь он называет Андреевым. Свет славы и подвига народовольцев был на этом имени, свет великой жертвы — всей жизни за идею, за свободу, за своё дело.
В. В. Есипов — один из ведущих исследователей биографии и творчества В. Шаламова, писал, что если в начале писатель для своего alter ego использовал фамилию Поташников (что связано с первым сроком в Вишлаге, во время которого он был на строительстве химкомбината, который выпускал калий: поташ — калиевая соль), то в дальнейшем перешёл к новым именам своего автобиографического героя — Крист и Андреев, и так оценил роль А. Г. Андреева в творчестве писателя:

Простая, очень распространенная фамилия Андреев символизирует типичность положения Шаламова как заключенного и в то же время имеет тонкую ассоциативную связь с фамилией А. Г. Андреева, каторжанина-эсера, с которым Шаламов встретился в Бутырской тюрьме в 1937 г. Эта фигура чрезвычайно привлекала Шаламова. Называя его «генеральным секретарем» общества политкаторжан, писатель пользовался либо не очень четко понятой саморекомендацией Андреева, либо, испытывая к нему колоссальное уважение и считая себя его духовным преемником, сознательно стремился возвысить его образ.
Андреев — фамилия, сопровождающая авторское «я» в «Заговоре юристов», в рассказе «Тифозный карантин» целиком переходит в третье лицо — «он», сохраняя при этом автобиографическое начало и подчеркивая подлинность событий и чувств, переживавшихся Шаламовым во время пребывания в тифозном карантине. Следует заметить, что фамилия Крист (как и Андреев) фигурирует, как правило, лишь в тех рассказах, где употребление авторского «я» с очевидностью неуместно из-за слишком сложных коллизий.